# 웃음을 찾는 사람들
《웃음을 찾는 사람들》은 SBS TV에서 2013년 4월 14일부터 2017년 5월 31일까지 방송했던 공개 코미디 프로그램으로 약칭은 웃찾사다.

## 역사
- 2003년 4월 20일에 첫 방송됐다가 2010년 10월 2일에 폐지됐는데 김진수, 정선희가 해당 프로그램 초창기 멤버 물망에 거론됐으나[1] 개인 사정 때문에 포기했다.
- 1년 뒤 2기에 해당하는 2011년 11월 5일에서 《개그투나잇》으로 다시 방송했다가 2013년 4월 6일에 폐지됐다.
- 이후 2년만에 2013년 4월 14일부터 《개그투나잇》에서 《웃음을 찾는 사람들》로 이름을 변경하면서 2017년 3월 15일까지 방송했다.
- 2017년 3월 22일부터 제목을 《웃음을 찾는 사람들 - 레전드 매치》로 변경해 방송했다가 2017년 5월 31일에 폐지됐다.

## 방송 시간
시즌 1
| 방송 채널 | 방송 기간                          | 방송 시간                  |
| --------- | ---------------------------------- | -------------------------- |
| SBS TV    | 2003년 4월 20일 ~ 2003년 7월 20일  | 매주 일요일 오전 10시 50분 |
| SBS TV    | 2003년 7월 26일 ~ 2003년 11월 1일  | 매주 토요일 오후 5시 50분  |
| SBS TV    | 2003년 11월 9일 ~ 2004년 10월 3일  | 매주 일요일 오후 5시       |
| SBS TV    | 2004년 10월 14일 ~ 2006년 11월 2일 | 매주 목요일 밤 11시 10분   |
| SBS TV    | 2007년 11월 15일 ~ 2008년 5월 1일  | 매주 목요일 밤 11시 10분   |
| SBS TV    | 2006년 11월 5일 ~ 2007년 11월 4일  | 매주 일요일 저녁 6시 40분  |
| SBS TV    | 2008년 5월 9일 ~ 2008년 10월 24일  | 매주 금요일 밤 8시 50분    |
| SBS TV    | 2008년 10월 31일 ~ 2009년 6월 12일 | 매주 금요일 밤 9시 55분    |
| SBS TV    | 2009년 6월 18일 ~ 2009년 12월 4일  | 매주 목요일 밤 11시 15분   |
| SBS TV    | 2010년 1월 9일 ~ 2010년 6월 26일   | 매주 토요일 오후 4시 10분  |
| SBS TV    | 2010년 7월 10일 ~ 2010년 10월 2일  | 매주 토요일 밤 12시 10분   |

시즌 2
| 방송 채널 | 방송 기간                          | 방송 시간                  |
| --------- | ---------------------------------- | -------------------------- |
| SBS TV    | 2013년 4월 14일 ~ 2013년 9월 29일  | 매주 일요일 오전 10시 45분 |
| SBS TV    | 2013년 10월 11일 ~ 2015년 3월 13일 | 매주 금요일 밤 11시 20분   |
| SBS TV    | 2015년 3월 22일 ~ 2016년 1월 31일  | 매주 일요일 밤 8시 45분    |
| SBS TV    | 2016년 2월 12일 ~ 2016년 8월 5일   | 매주 금요일 밤 11시 25분   |
| SBS TV    | 2016년 8월 24일 ~ 2017년 3월 15일  | 매주 수요일 밤 11시 10분   |
| SBS TV    | 2017년 3월 22일 ~ 2017년 5월 31일  | 매주 수요일 밤 11시 10분   |

## 타이틀 변천사
| 기수 | 프로그램 타이틀                | 방송 기간                         |
| ---- | ------------------------------ | --------------------------------- |
| 1기  | 웃음을 찾는 사람들             | 2003년 4월 20일 ~ 2010년 10월 2일 |
| 2기  | 개그투나잇                     | 2011년 11월 5일 ~ 2013년 4월 6일  |
| 3기  | 웃음을 찾는 사람들             | 2013년 4월 14일 ~ 2017년 3월 15일 |
| 4기  | 웃음을 찾는 사람들 레전드 매치 | 2017년 3월 22일 ~ 2017년 5월 31일 |

## 결방·편성 변경
2013년
- 10월 25일 : SBS 스포츠 2013 한국야쿠르트 세븐 프로야구 중계방송으로 인한 결방
- 11월 15일 : SBS 희망TV 편성으로 인한 결방

2014년
- 1월 31일 : 설 특선영화 편성으로 인한 결방
- 2월 7일 : 별에서 온 그대 더 비기닝 연속 편성으로 인한 결방
- 2월 21일 : 소치 2014 특집 별을 쏘다 '여왕 전설이 되다' 편성으로 인한 결방
- 4월 18일 ~ 5월 9일 : 세월호 침몰 사고 여파로 인한 결방
- 11월 14일 : 축구 국가대표 평가전 대한민국 VS 요르단 전 중계방송으로 인한 결방

2015년
- 11월 8일 ~ 11월 15일 : 2015 프리미어 12 중계방송으로 인한 결방
- 11월 22일 : 고 김영삼 전 대통령 서거로 인한 결방

2016년
- 5월 20일 : 스타 꿀방대첩 좋아요 편성으로 인한 결방
- 7월 15일 : 꽃놀이패 편성으로 인한 결방
- 8월 12일 ~ 8월 19일 : 2016 하계 올림픽 중계방송으로 인한 결방
- 9월 14일 : 추석특선영화 편성으로 인한 결방
- 11월 2일 : 제 14회 미래한국리포트 특집 다큐 'No婚 No産 시대 낳으면 행복할까' 편성으로 인한 결방
- 11월 9일 : 긴급좌담 '트럼프 미 대통령 당선 우리의 대응은?' 편성으로 인한 결방

2017년
- 2월 15일 : 2017 SBS 특별기획 대선주자 국민면접 편성으로 인한 결방
- 5월 3일 : 가정의 달 특선 영화 '굿바이 싱글' 특집 편성으로 인한 결방
- 5월 10일 : 특집다큐 2017 대통령 선거 광장에서 소통을 말하다 편성으로 인한 결방

## 경쟁 프로그램
- 개그콘서트 (KBS 2TV)
- 개그야 (MBC TV)
- 코미디에 빠지다 (MBC TV)
- 코미디빅리그 (tvN)